# Сейшельські ліси
Сейшельські ліси або Ліси Гранітних Сейшел (ідентифікатор WWF: AT0113) — афротропічний екорегіон тропічних та субтропічних вологих широколистяних лісів, розташований на Сейшельських островах.

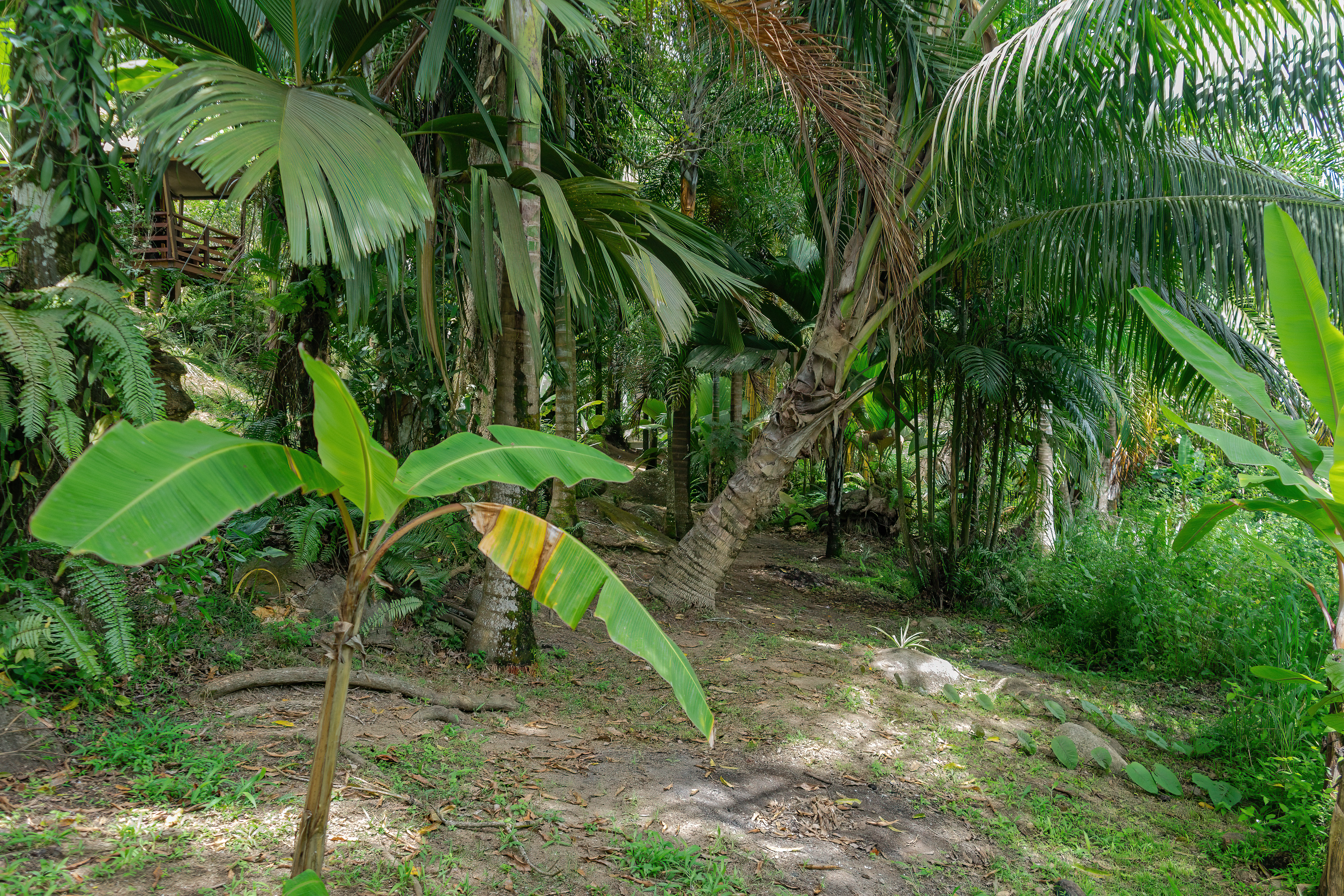
Ліс на острові Мае

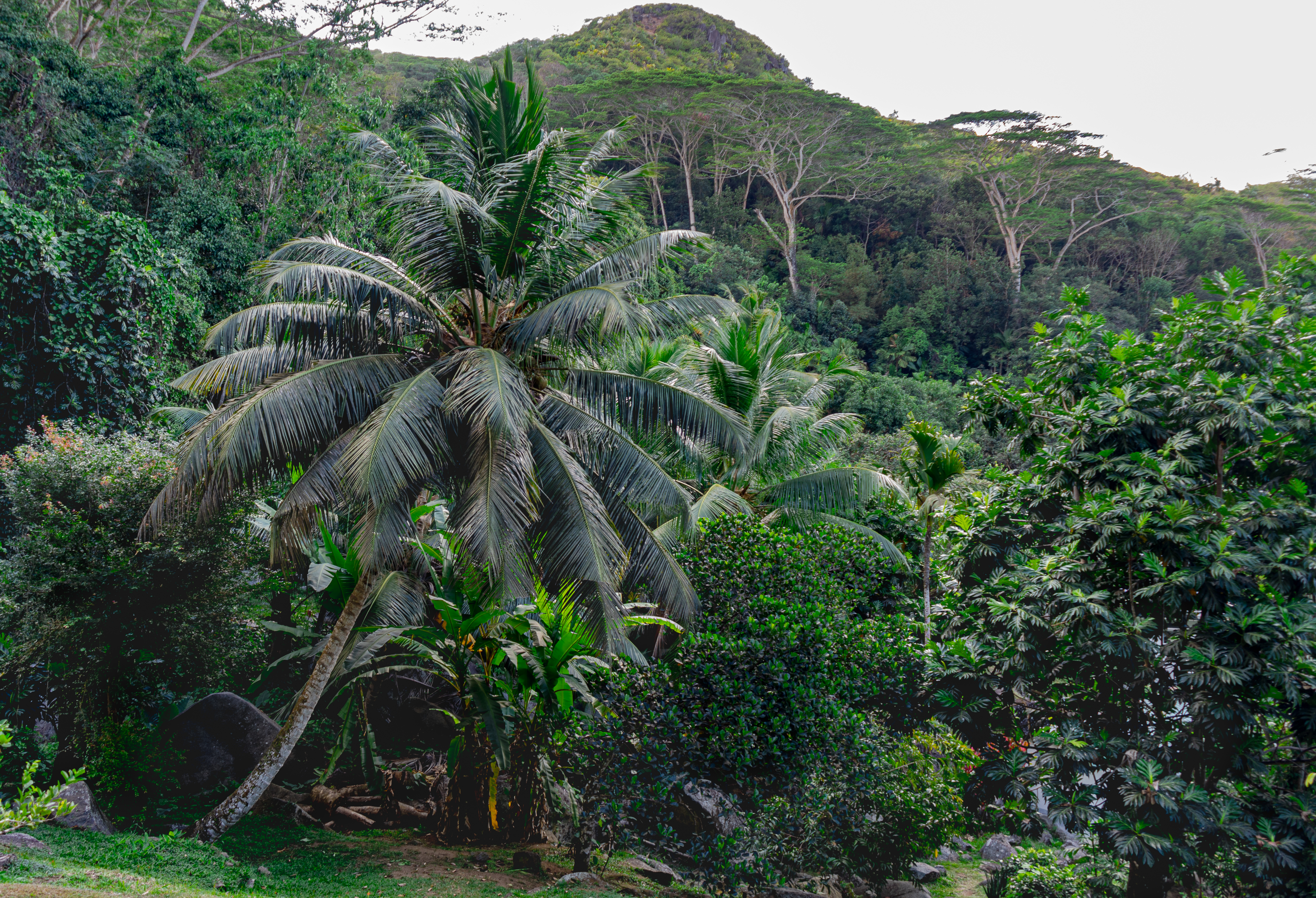
Ліс на острові Мае

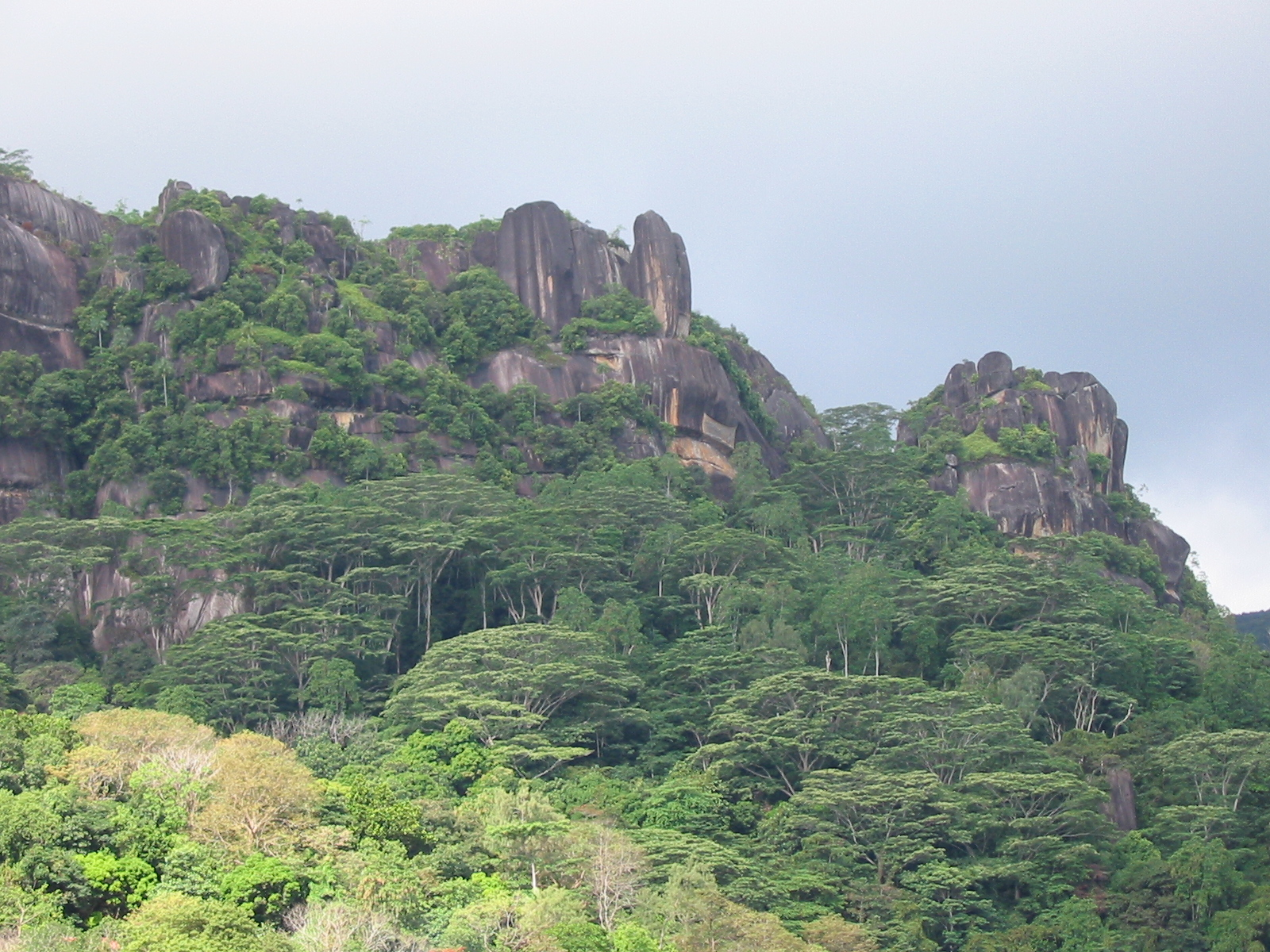
Валле-де-Ме на острові Праслен

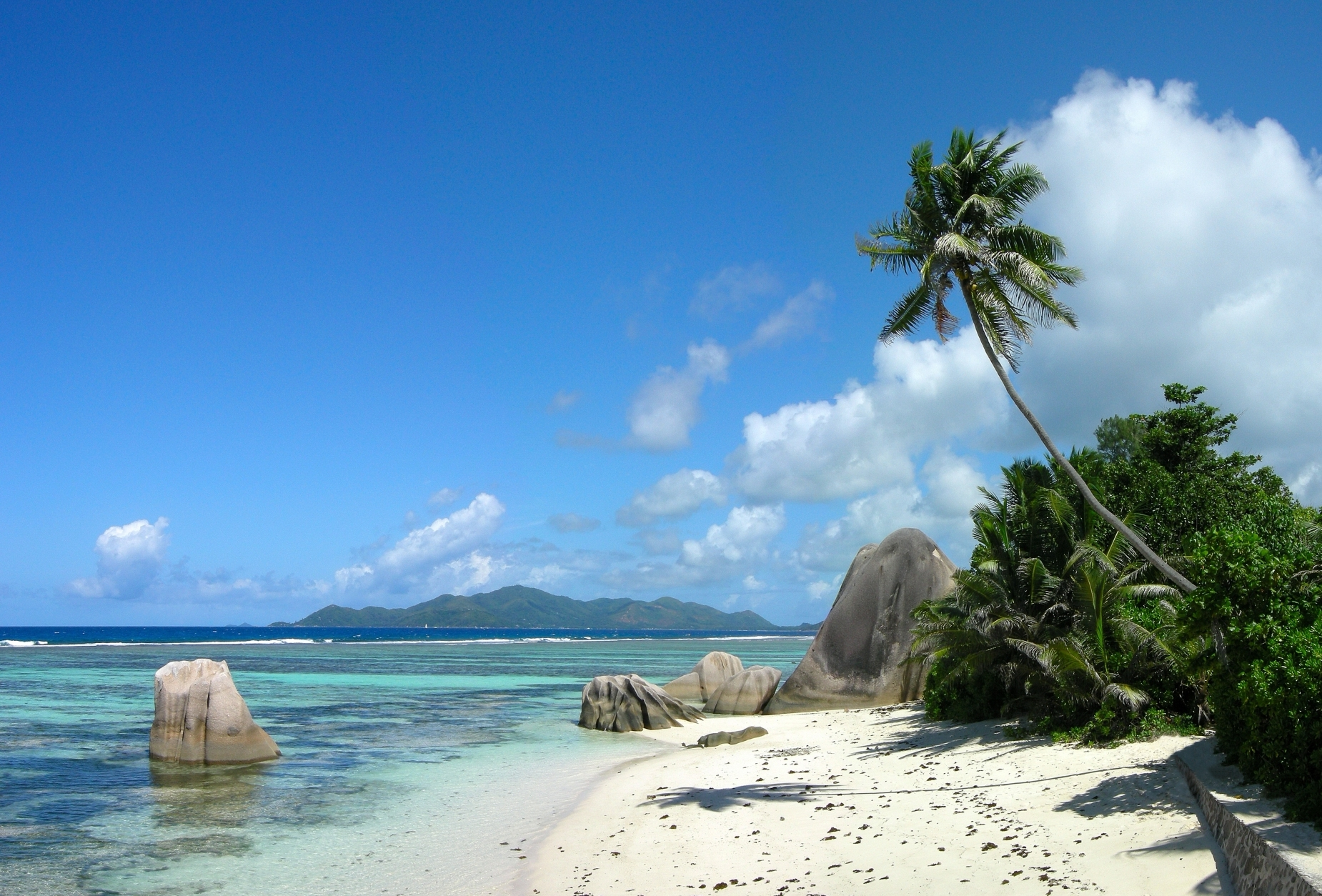
Гранітні скелі на узбережжі острова Ла-Діг

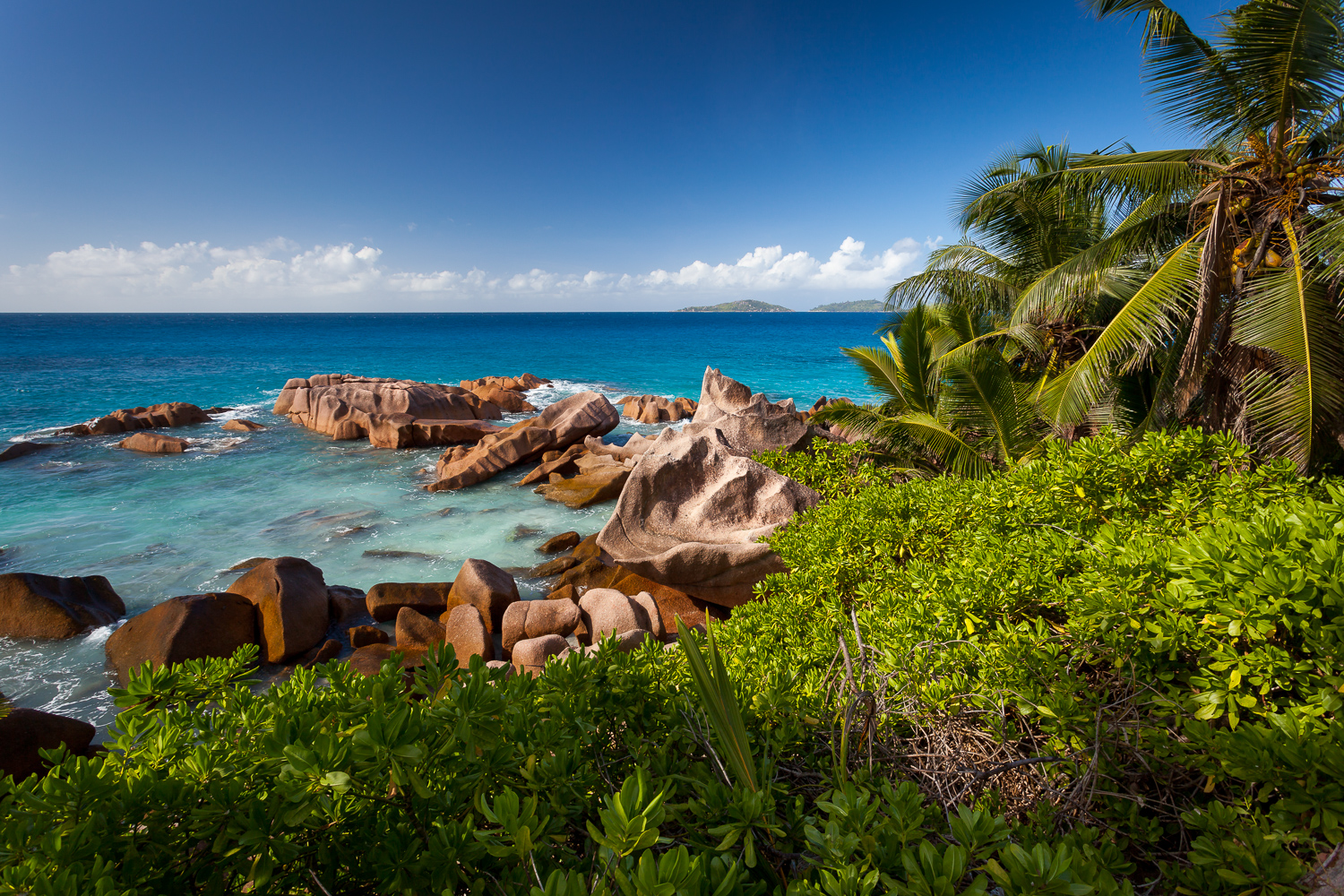
Гранітні скелі на узбережжі Ла-Дігу

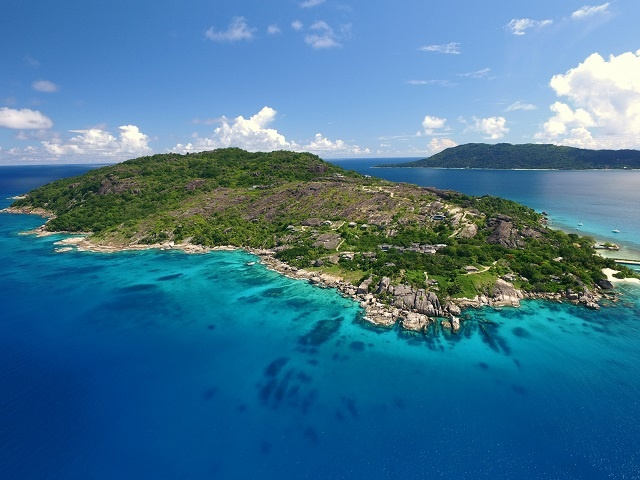
Острів Фелісіте

## Географія
Сейшельські острови розташовані в західній частині Індійського океану, на південь від екватора, приблизно за 930 км на північний схід від Мадагаскару та за 1600 км на схід від Східної Африки. Архіпелаг складається зі 155 островів, які діляться на дві групи — Зовнішні, або Коралові Сейшели та Внутрішні Сейшели.
Зовнішні Сейшели розташовані на південному заході Сейшельського архіпелагу. Вони складаються зі 111 островів, які належать до п'яти острівних груп: Амірантських островів, островів Альфонс, островів Альдабра, островів Фаркуар та островів Південної Коралової групи. Всі Зовнішні Сейшели є кораловими островами, які перебувають на різних стадіях формування. Ці майже пласкі острови часто формують атоли навколо центральної лагуни. Піщані ґрунти Коралових Сейшельських островів, як правило, неродючі, і містять мало прісної води. Хоча вони займають близько 46 % від загальної площі Республіки Сейшельських Островів, лише 11 коралових островів є населеними, і на них живе лише близько 700 людей, або 2 % від населення країни. Найбільшим островом в групі Коралових Сейшел є Альдабра, яку виділяють у окремий екорегіон склерофітних чагарників острова Альдабра.
Внутрішні Сейшельські острови або власне Сейшели складаються з 42 гранітних островів та 2 коралових островів. 42 острови Гранітних Сейшел є найвищими вершинами північної частини підводного Сейшельсько-Маскаренського плато. Це плато є фрагментом давнього материка Гондвани, який відколовся від Мадагаскару та Індійського субконтиненту в крейдовому періоді, близько 75 мільйонів років тому. З геологічної точки зору основу Гранітних Сейшел складають граніти, перекриті шарами вапняків та базальтів. Гранітні острови часто мають гористий рельєф, і є більш вологими та густонаселеними, ніж коралові острови регіону. Внаслідок вивітрювання та ерозії на них сформувалися стрімкі схили та вражаючі вершини. Найбільшим островом регіону є Мае площею 145 км², на якому живе більшість населення країни. Найвищою вершиною цього острова є гора Морн-Сейшелуа висотою 905 м. Серед інших островів Гранітних Сейшел слід відзначити Праслен, Ла-Діг, Кюр'єз, Фелісіте, Фрегат та Силует.

## Клімат
На Сейшельських островах домінує вологий тропічний клімат, який характеризується невисокими сезонними коливанням температури. З листопада по лютий триває вологий сезон, пов'язаний з північно-західними мусонами, а з березня по жовтень — прохолодний сухий сезон, пов'язаний з південно-східними пасатами. Середньорічна кількість опадів на гранітних островах коливається від 2300 до 5000 мм, залежно від висоти над рівнем моря. Середня температура на Мае коливається від 24 до 30 °C.

## Флора
Рясні дощі, високі температури та збагачені гуано ґрунти дозволили розвинути на гранітних Сейшельських островах пишні пальмові ліси, більшість з яких наразі вирубано.
Основу природних лісів, що ростуть на висоті до 610 м над рівнем моря, складають пальми, пандани (Pandanus spp.) та деякі вічнозелені широколистяні дерева. На більших висотах поширені хмарні ліси, багаті на деревоподібні папороті, орхідеї та мохи. Видовий склад сейшельських лісів відрізняється від острова до острова. Серед найбільш поширених видів дерев у цих лісах слід відзначити злодійську пальму (Phoenicophorium borsigianum), молуккську альбіцію (Falcataria falcata), індійський птерокарпус (Pterocarpus indicus), павичеву аденантеру (Adenanthera pavonina), лимонолисту морінду (Morinda citrifolia), їдкий філлантус (Phyllanthus casticum), велику пізонію (Pisonia grandis) та інтродуковану кокосову пальму (Cocos nucifera). Хоча флора Сейшельських островів може похизуватися багатьма цікавими видами, найбільш відомим деревом регіону є ендемічна сейшельська пальма або коко-де-мер (Lodoicea maldivica). Ця пальма виростає до 30 м заввишки, має листя завдовжки до 6 м і завширшки до 4 м. Ще більш вражаючими є плоди сейшельської пальми: вони є найбільшими горіхами у світі, і деякі екземпляри важать понад 22 кг.
Завдяки своєму віку, географії та ізоляції Сейшельські острови підтримують різноманітні ендемічні таксони. Місцева флора нараховує приблизно 233 види рослин, з яких 72 види є ендемічними, зокрема представники 12 ендемічних родів і 1 родини. Особливо багаті Сейшельські острови на ендемічні пальми. Окрім сейшельських пальм (Lodoicea maldivica) та злодійських пальм (Phoenicophorium borsigianum), ендеміками екорегіону також є капустяні пальми (Deckenia nobilis), ниркоплідні пальми (Nephrosperma vanhoutteanum), пальми Рошера (Roscheria melanochaetes) та ходульні пальми (Verschaffeltia splendida). Всі вони належать до окремих монотипових родів. Пандани також надзвичайно різноманітні: на Гранітних Сейшелах росте 8 видів цих рослин, з яких 5 видів є ендеміками. Серед інших ендеміків екорегіону слід відзначити непентес Первіля (Nepenthes pervillei) та дуже рідкісну ротманію Анни (Rothmannia annae), що зустрічається лише на острові Арід. 
На жаль, багато ендемічних рослин Сейшел мають невеликі популяції та обмежений ареал. Близько 35 % видів квіткових рослин, поширених в екорегіоні, перебувають під загрозою зникнення. Наприклад, загальна популяція медузових дерев (Medusagyne oppositifolia) становить 86 дорослих особин, які ростуть в чотирьох місцевостях на острові Мае. Медузові дерева є єдиними представниками ендемічної монотипової родини Medusagynoideae та одними з найрідкісніших дерев світу. Вони вважалися вимерлими, поки їх повторно не відкрили у 1970 році.
Загалом флора Сейшельських островів демонструє спорідненість з флорою острова Мадагаскар та Маскаренських островів, а також з материковою флорою Африки та Азії. Сейшельські види розрив-трави (Impatiens spp.), псевдорантемума (Pseuderanthemum spp.) та ротманії (Rothmannia spp.) більш тісно пов'язані з видами, що зустрічаються на африканському континенті, ніж з видами, які ростуть на Мадагаскарі та на інших островах Індійського океану. Хоча Азія лежить від Сейшельських островів вдвічі далі, ніж Африка, деякі види зустрічаються лише на Сейшельських островах та в Індомалаї і Полінезії. Наприклад, пухнастий гіркоплідник (Amaracarpus pubescens) росте тільки на Сейшелах та на Яві. Вважається, що види з подібними дивними моделями розповсюдження, можуть бути реліктами, що відображають геологічну історію островів, тісно пов'язану з історією Азії.

## Фауна
На відміну від багатьох інших океанічних острівних груп, Сейшельські острови характеризуються різноманітною герпетофауною. Найвідомішими її представниками є велетенські сейшельські черепахи (Aldabrachelys gigantea hololissa) та велетенські черепахи Арнольда (Aldabrachelys gigantea arnoldi). Ці підвиди велетенської альдабранської черепахи (Aldabrachelys gigantea) раніше були поширені на багатьох коралових та гранітних островах Сейшел, однак після того, як Гранітні Сейшели були заселені людьми, їх популяції значно скоротилися, і у XX столітті вони вважалися вимерлими. У 1990-х роках завдяки аналізу ДНК вдалося виявити представників цих підвидів серед велетенських черепах, що жили в неволі. Була створена програма з відтворення популяцій велетенських черепах та з реінтродукції їх у дику природу. У 2011 році велетенські черепахи Арнольда були випущені на острови Норт і Фрегат, а велетенські сейшельські черепахи — на острів Саут-Казін. 
На деяких Сейшельських островах відкладають яйця зелені черепахи (Chelonia mydas) та бісси (Eretmochelys imbricata). Також на архіпелазі мешкають ендемічні підвиди східноафриканської чорної грязьової черепахи (Pelusios subniger parietalis) та жовточеревої грязьової черепахи (Pelusios castanoides intergularis). Окрім черепах, на Сейшелах мешкає низка ендемічних видів сцинків, геконів та змій. Серед ендемічних плазунів, поширених в екорегіоні, слід відзначити сейшельського тигрового хамелеона (Archaius tigris), сейшельського жовтого гекона (Ailuronyx trachygaster), сейшельського бронзового гекона (Ailuronyx seychellensis), сейшельську велетенську фельзуму (Phelsuma sundbergi), сейшельського сцинка (Trachylepis sechellensis), сцинка Райта (Trachylepis wrightii), сцинка Брауера (Janetaescincus braueri), риючого сцинка Грандід'є (Pamelaescincus gardineri), сейшельську хатню змію (Boaedon geometricus) та сейшельську вовчу змію (Lycognathophis seychellensis). На Сейшельських островах мешкають ендемічні сейшельські деревні жаби (Tachycnemis seychellensis) з родини жаб-стрибунців (Hyperoliidae), чотири види жаб, які належать до ендемічної родини Sooglossidae, а також вісім ендемічних видів черв'яг з родини Grandisoniidae.
Місцеві ссавці на Сейшельських островах представлені двома видами рукокрилих. Сейшельські крилани (Pteropus seychellensis) є широко поширеним видом, який також зустрічається на Коморських островах, натомість дуже рідкісні сейшельські мішкокрили (Coleura seychellensis) зустрічаються лише в печерах на Силуеті, Мае, Праслені та Ла-Дізі.
На Сейшельських островах було зареєстровано понад 200 видів птахів, з яких 12 видів є ендеміками екорегіону. Серед ендемічних птахів, поширених на Сейшелах, слід відзначити сейшельську салангану (Aerodramus elaphrus), сейшельського фунінго (Alectroenas pulcherrimus), сейшельського боривітра (Falco araeus), товстодзьобу горовану (Hypsipetes crassirostris), сейшельську маріку (Cinnyris dussumieri), сейшельського фуді (Foudia sechellarum). Дуже рідкісні магейські сплюшки (Otus insularis) є ендеміками острова Мае, а сейшельські папуги-вази (Coracopsis barklyi), національні птахи Сейшельських Островів, зустрічаються лише на острові Праслен. Раніше на Сейшельських островах зустрічалися сейшельські папуги (Psittacula wardi) та сейшельські окулярники (Zosterops semiflavus), однак вони вимерли наприкінці XIX століття внаслідок знищення природного середовища. На щастя, сейшельських монархів-довгохвостів (Terpsiphone corvina), магейських окулярників (Zosterops modestus), сейшельських шам (Copsychus sechellarum) та сейшельських очеретянкок (Acrocephalus sechellensis) вдалося врятувати, хоча деяких з них також вважали вимерлими. Кожен з цих видів зберігся лише на одному острові, однак внаслідок програм з реінтродукції, популяції цих птахів були успішно розселені по різним островам Гранітних Сейшел.
На Сейшельських островах знаходяться одні з найбільших колоній морських птахів у світі. Зокрема, на островах Берд, Арід, Норт-Казін і Космоледо гніздяться строкаті крячки (Onychoprion fuscatus), білі крячки (Gygis alba), бурі крячки (Anous stolidus), білохвості фаетони (Phaethon lepturus) та фрегати-арієлі (Fregata ariel). На острові Арід гніздиться більше морських птахів, ніж на інших сорока гранітних островах разом узятих. Тут розташовані найбільші у світі колонії  тонкодзьобих крячків (Anous tenuirostris) та реюньйонських буревісників (Puffinus bailloni), а також найбільша на Сейшелах колонія рожевих крячків (Sterna dougallii).
На Сейшельських островах мешкають 26 видів наземних або напівназемних крабів, а також 5 видів наземних раків-самітників, зокрема кокосові краби (Birgus latro), найбільші наземні членистоногі у світі. Ендеміком Гранітних Сейшел є сейшельський прісноводний краб, який живе в гірських струмках на островах Мае, Ла-Діг, Силует і Праслен.

## Збереження
Більшість низинних лісів Сейшельських островів деградували або були знищені, а на їх місці були створені кокосові, ванільні та коричні плантації. Гірські ліси Гранітих Сейшел збереглися краще. Багато з цих лісів були визнані природними заповідниками, що дозволило зберегти унікальну флору і фауну регіону. Природний заповідник Валле-де-Ме або Травнева долина, розташований на острові Праслен, містить великий масив незайманих тропічних лісів Сейшел. У 1983 році Травнева долина була внесена до списку Світової спадщини ЮНЕСКО. На острові Мае розташований Національний парк Морн-Сейшелуа, який включає незаймані дощові ліси на вершині найвищої гори архіпелагу. Серед інших природоохоронних територій екорегіону слід відзначити Прасленський національний парк на острові Праслен, Національний парк Рамос на острові Фелісіте, Кюр'єзький морський національний парк на острові Кюр'єз, Арідський спеціальний заповідник на острові Арід, Казінський спеціальний заповідник на острові Норт-Казін та Природний заповідник Вев на острові Ла-Діг.
Основною загрозою для природи регіону є антропогенне порушення природних середовищ та інтродукція екзотичних видів рослин та тварин. Чужорідні види становлять близько 60 % від загальної флори Сейшел, і з часом цей відсоток, ймовірно, зростатиме. Інтродуковані кози, свині та велика рогата худоба гальмують відновлення лісів, а коти, собаки та індійські майни (Acridotheres tristis) полюють на місцеві види птахів, ящірок, земноводних та безхребетних. Невеликі популяції місцевих тварин з обмеженим ареалом є дуже вразливі до зовнішнього втручання. Хоча багато з цих видів, ймовірно, завжди мали невеликі популяції, більшість з них колись були поширені на кількох островах. Після початку колонізації Сейшел у XVIII столітті ендемічні види, один за іншим, скорочувалися до однієї чи кількох реліктових популяцій. Так, усі ендемічні наземні птахи екорегіону займають лише частину свого історичного ареалу. Уряд Сейшельських Островів у співпраці з міжнародними організаціями сприяє захисту унікальної біологічної спадщини архіпелагу. Важливу роль у збереженні природи регіону відіграють програми з реінтродукції, завдяки яким рідкісні птахи та велетенські черепахи були врятовані від вимирання.